# Шмалькальден
Шмалька́льден (нім. Schmalkalden) — німецьке місто, що знаходиться на південно-західному схилі гірського масиву Тюринзький Ліс, при злитті річок Шмалькальде та Штіллє. Розташоване в землі Тюрингія. Входить до складу району Шмалькальден-Майнінген.
Площа — 98,35 км2. Населення становить 20 065 ос. (станом на 31 грудня 2021).
Місто поділяється на 12 міських районів: Ауе, Асбах, Брайтенбах, Ґрумбах, Гайндорф, Міттельшмалькальден, Міттельштіллє, Мьокерс, Неерштіллє, Райхенбах, Фолькерс та Вайдебрунн.

## Відомі люди
В містечку народилася триразова олімпійська чемпіонка, біатлоністка Каті Вільгельм і чотириразовий олімпійський чемпіон, біатлоніст, Свен Фішер.

## Галерея

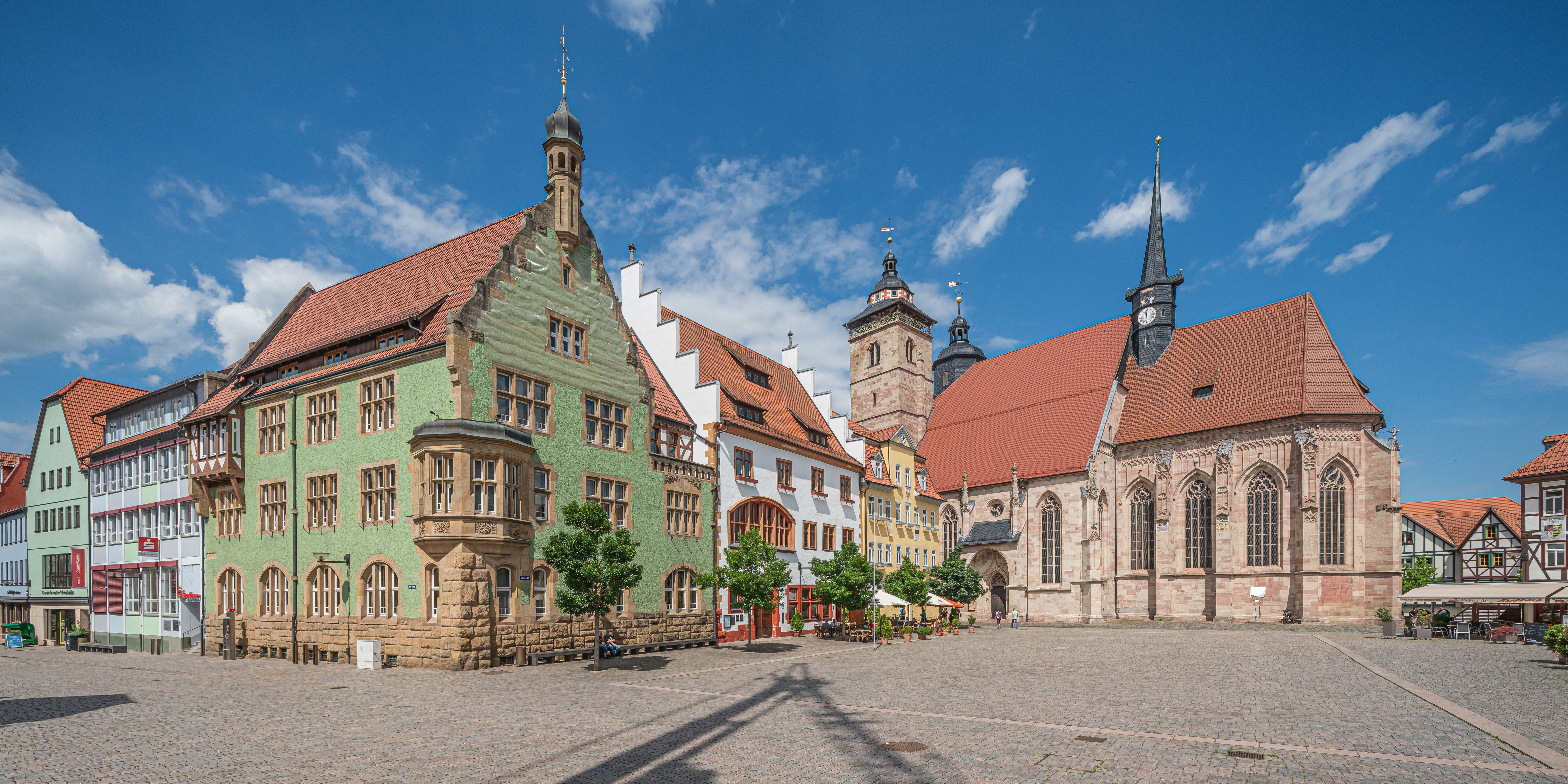
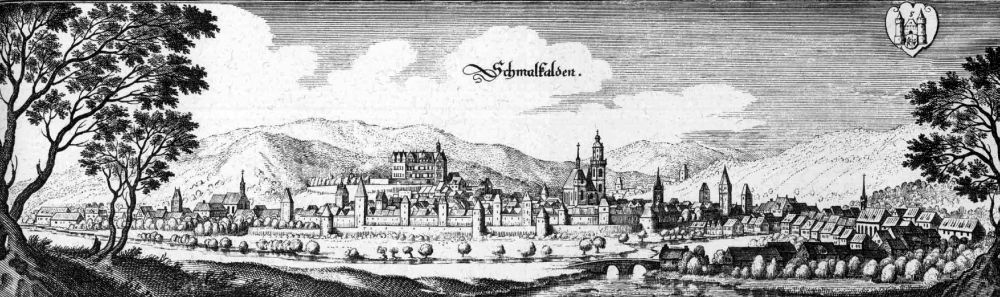
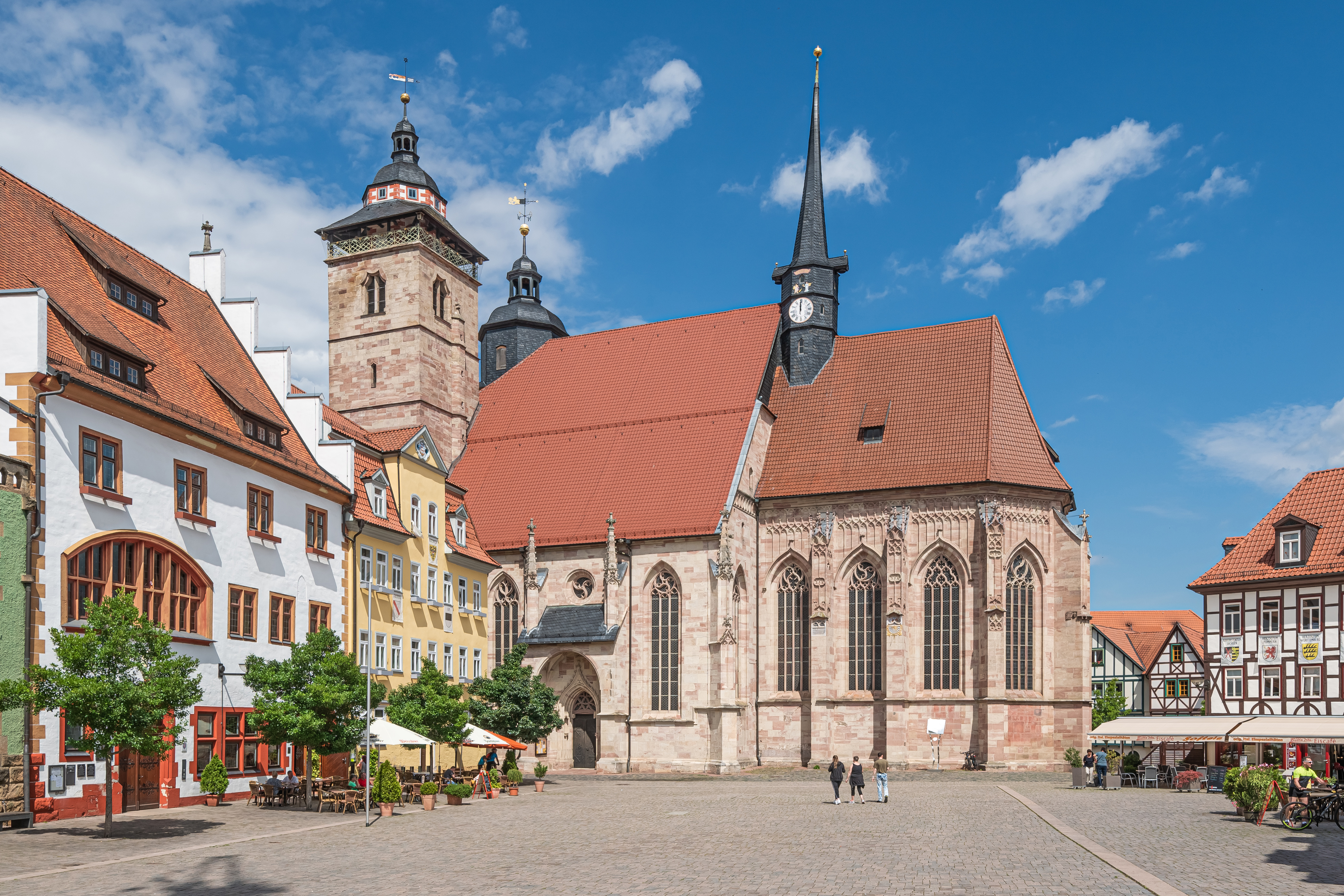
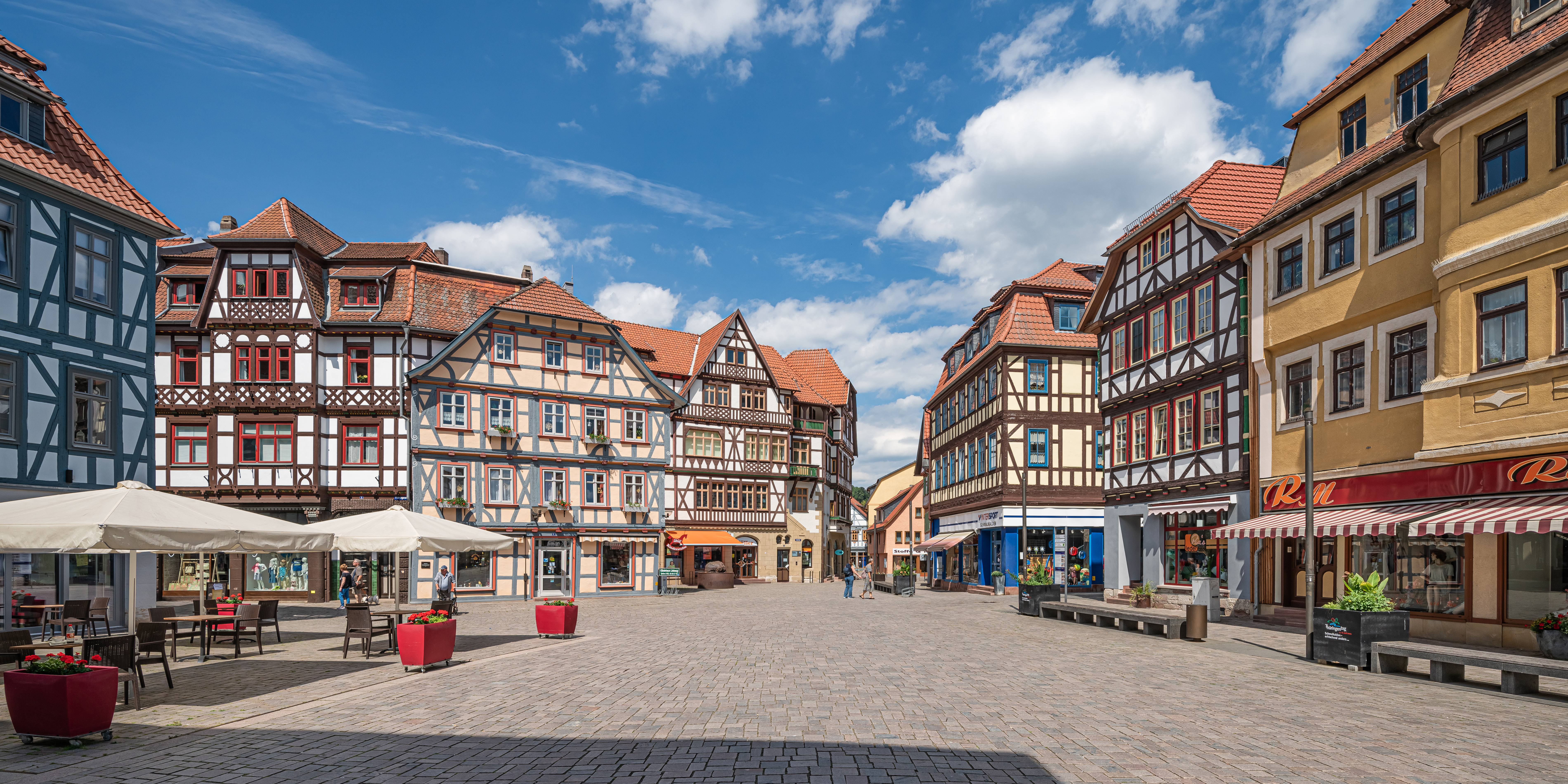
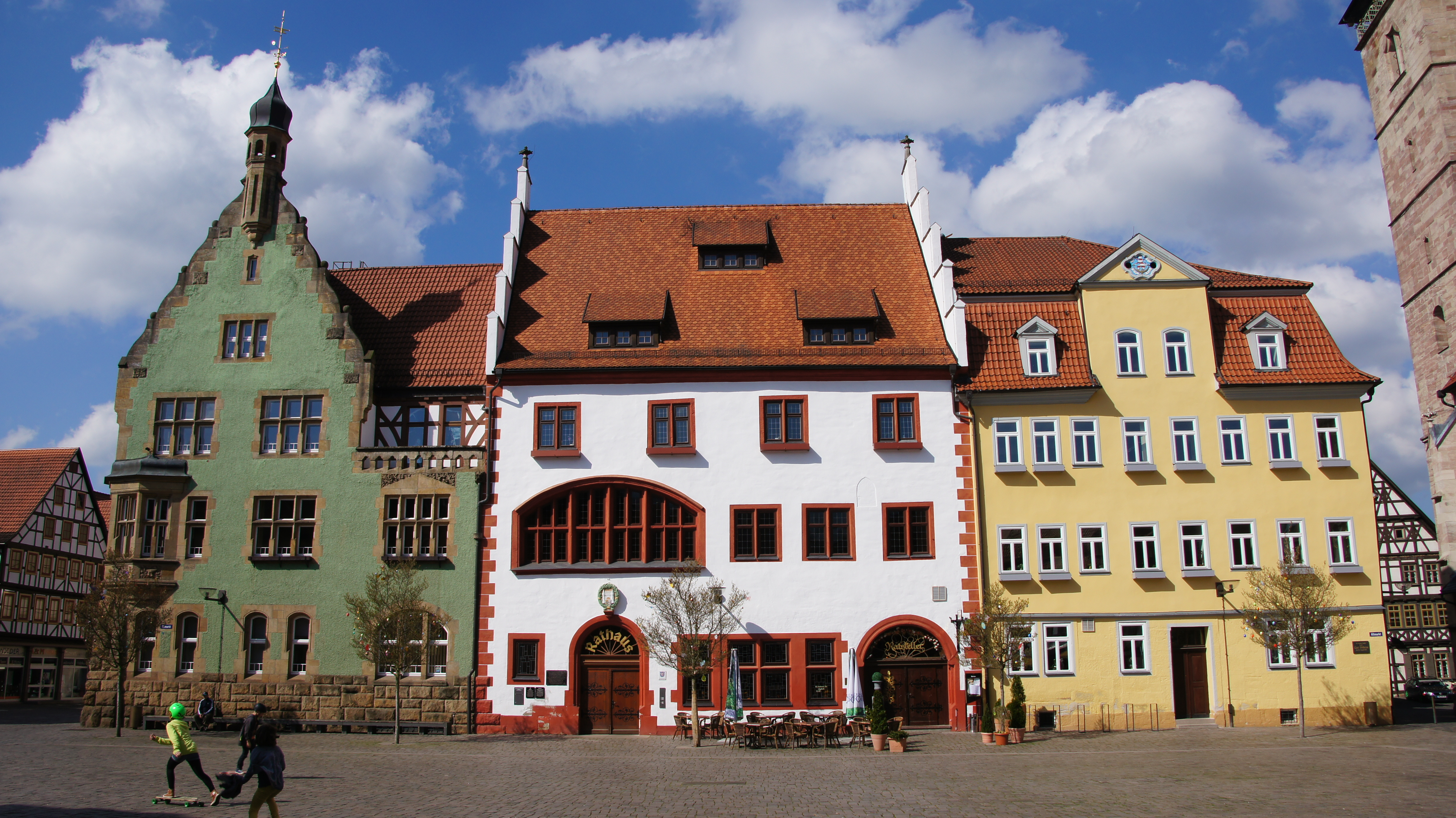
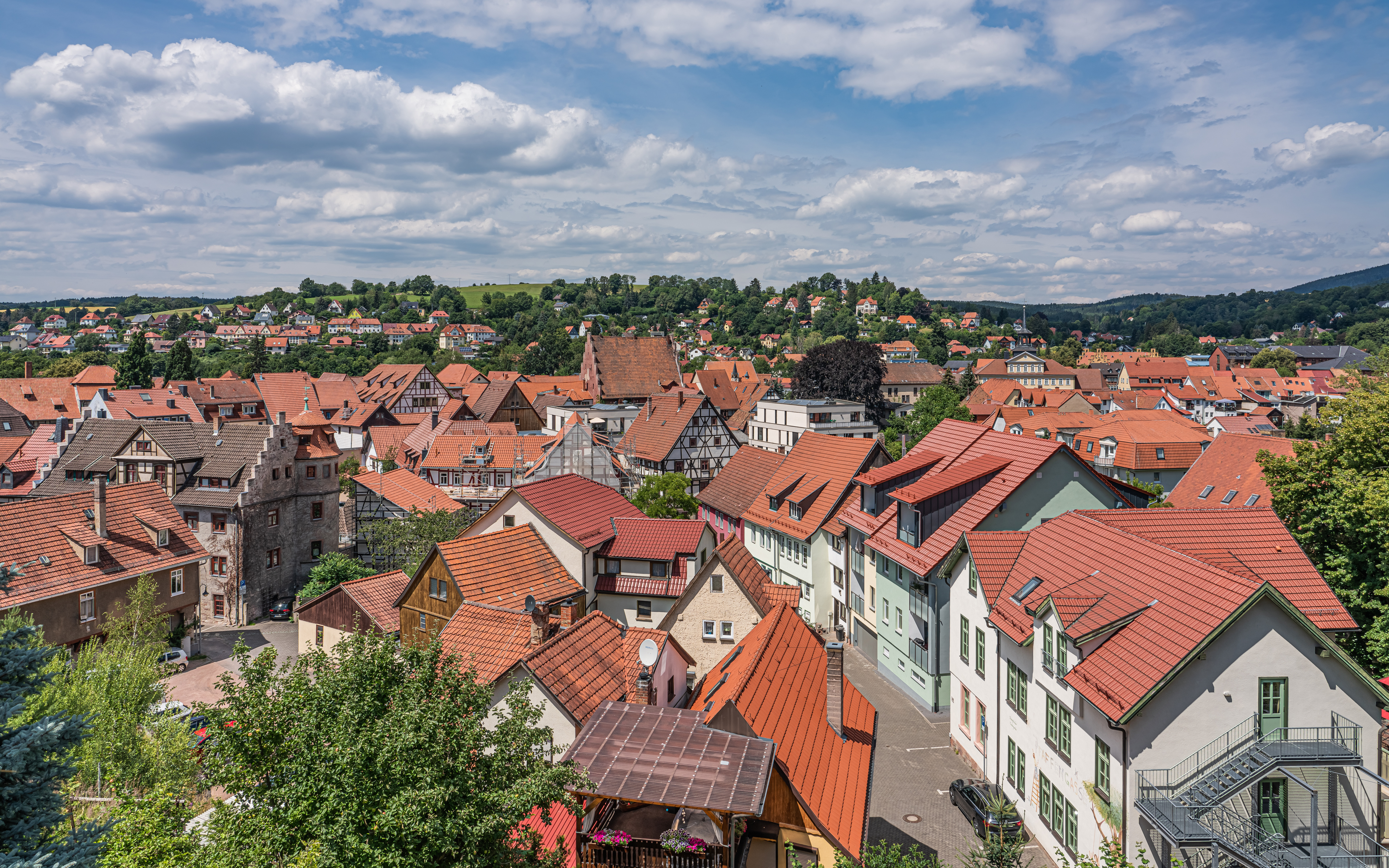